# 伽羅橋駅
伽羅橋駅（きゃらばしえき）は、大阪府高石市羽衣五丁目にある、南海電気鉄道高師浜線の駅。駅番号はNK16-1。
同線唯一の中間駅である。

## 歴史
- 1918年（大正7年）10月2日：南海高師浜線の開通と同時に、同線の終着駅として開業。
- 1919年（大正8年）10月25日：高師浜線が高師浜まで延伸。途中駅となる。
- 1944年（昭和19年）6月1日：会社合併により近畿日本鉄道の駅となる。
- 1947年（昭和22年）6月1日：路線譲渡により南海電気鉄道の駅となる。
- 1970年（昭和45年）2月1日：高架化。
- 2012年（平成24年）4月1日 ：駅ナンバリングが導入され、使用を開始[1][2]。
- 2021年（令和3年）5月22日：羽衣駅 - 当駅間の高架化工事のため営業を休止（期間中はバス代行輸送を実施）[3][4][5][6][7]。
- 2024年（令和6年）4月6日：高架化工事が完了し、営業再開[7]。新たに多機能トイレが供用開始。

## 駅構造
単式ホーム1面1線を有する高架駅。ホームは2階、線路から見て西側にある。ホーム長は3両分程度あるが、現在は2両編成なので途中で塞がれている。1階のコンコースは高架の柱がむき出しとなっている。
無人駅のため窓口は封鎖されている。構内にトイレが設置されている。

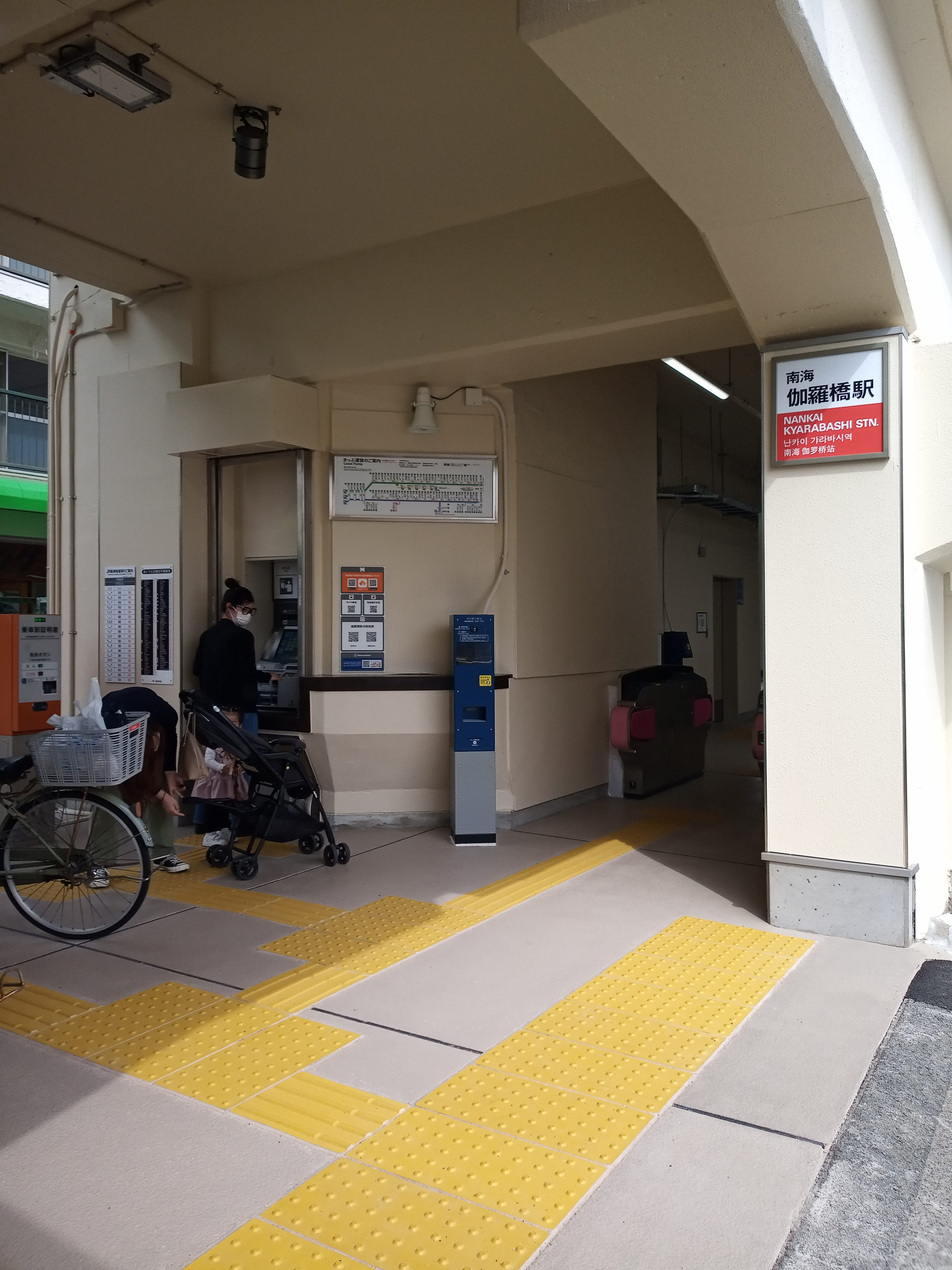
改札口（2024年4月）
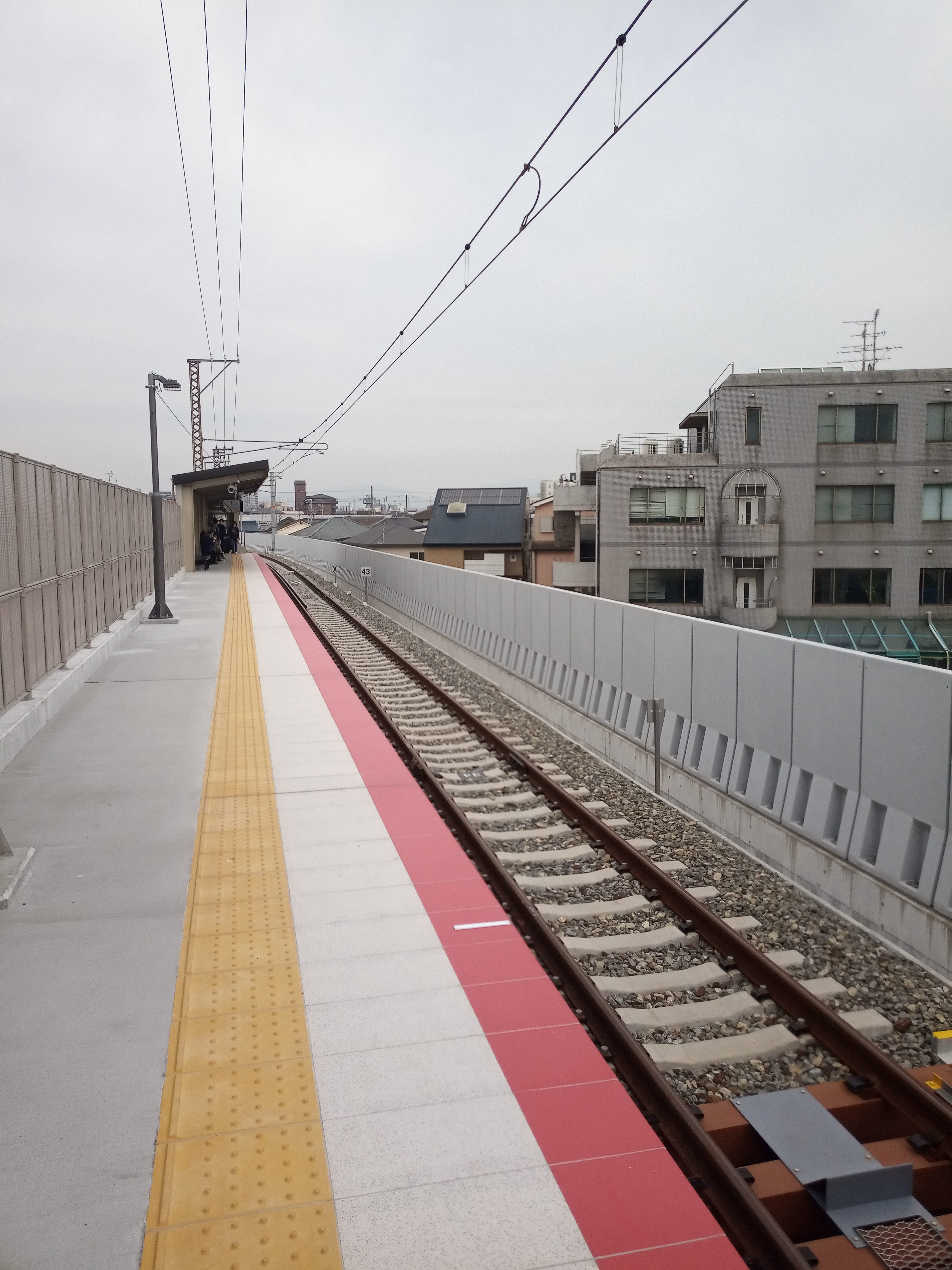
ホーム（2024年4月）
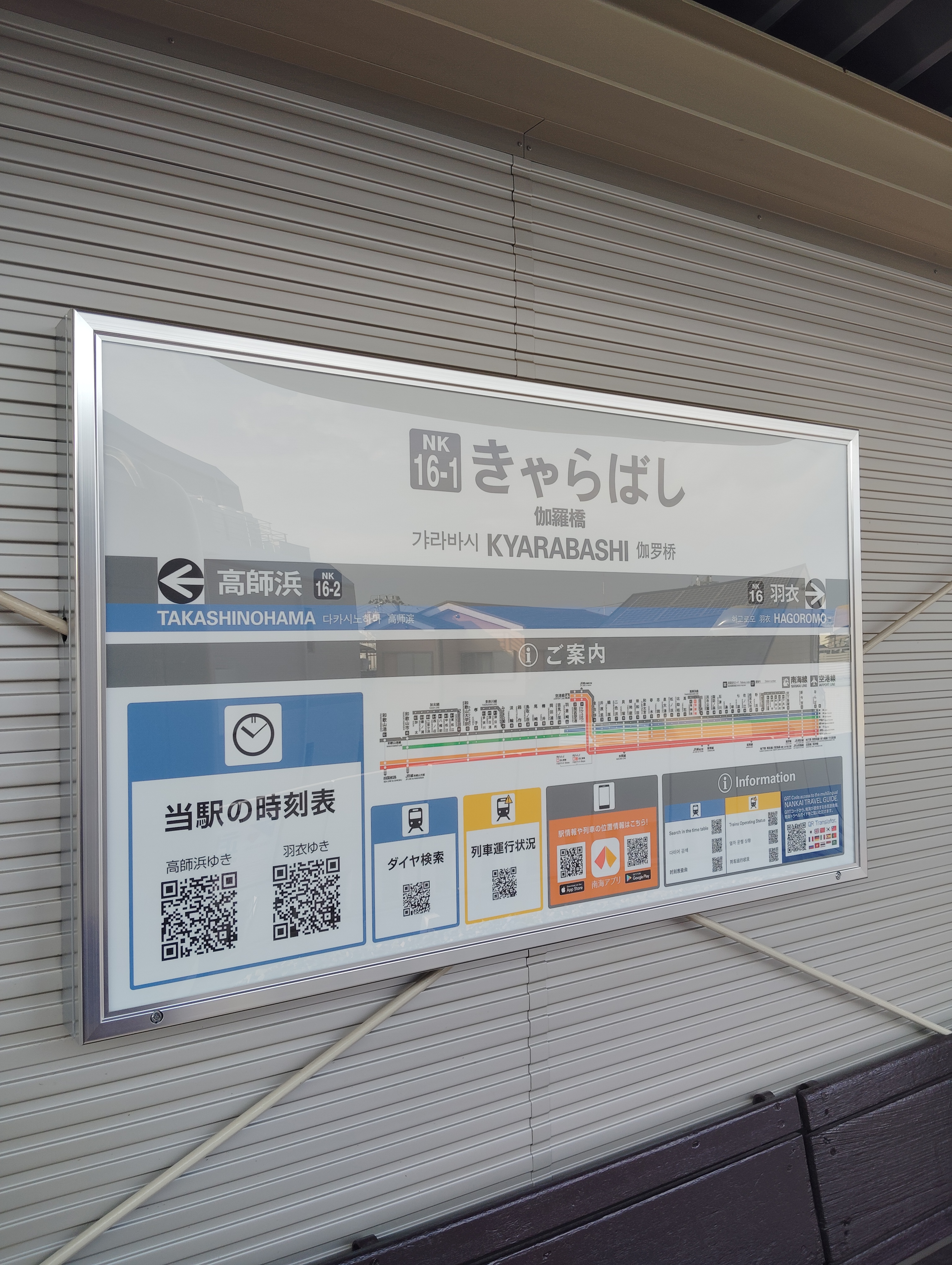
駅名標（2025年4月）

### 高架化工事に伴う代行バス停留所
2021年5月22日から2024年4月5日までの期間は羽衣駅 - 当駅間の高架化工事による運休のため代行バスが運行されていたが、当駅付近の道路が狭隘で駅前への代行バス車両の乗り入れが難しいため、駅前へ続く通路を含め駅構内は閉鎖され、当駅からおよそ300 - 400メートルほど離れた大阪府道204号堺阪南線上に当駅の代替として伽羅橋（北）停留所と伽羅橋（南）停留所の2停留所が設置されていた。設置場所は下記の通り。伽羅橋（南）停留所は高師浜駅にも近い位置にあった。なお、伽羅橋（北）停留所と伽羅橋（南）停留所の相互間のみの代行バスの利用はできなかった。
| 停留所名      | のりば   | 路線                  | 方向 | 行先       | 設置場所                                         | 備考                                                |
| ------------- | -------- | --------------------- | ---- | ---------- | ------------------------------------------------ | --------------------------------------------------- |
| 伽羅橋 （北） | （西側） | 高師浜線 （代行バス） | 上り | 羽衣方面   | 新羽衣橋南詰 （大阪府道204号堺阪南線上）         | 朝ラッシュ時に始発便の設定有 （2021年10月15日まで） |
| 伽羅橋 （北） | （東側） | 高師浜線 （代行バス） | 下り | 高師浜方面 | 新羽衣橋北詰 （大阪府道204号堺阪南線上）         |                                                     |
| 伽羅橋 （南） | （西側） | 高師浜線 （代行バス） | 上り | 羽衣方面   | 高石神社前 （大阪府道204号堺阪南線上）           |                                                     |
| 伽羅橋 （南） | （東側） | 高師浜線 （代行バス） | 下り | 高師浜方面 | 高石神社前交差点北側 （大阪府道204号堺阪南線上） |                                                     |

## 利用状況
2019年（令和元年）次の1日平均乗降人員は1,539人（乗車人員：785人、降車人員：754人）である。
| 年次   | 1日平均 乗降人員 | 1日平均 乗車人員 | 順位 | 出典        |
| ------ | ---------------- | ---------------- | ---- | ----------- |
| 2000年 | 2,242            | 1,168            |      | [ 統計 1 ]  |
| 2001年 | 2,188            | 1,140            |      | [ 統計 2 ]  |
| 2002年 | 2,126            | 1,103            |      | [ 統計 3 ]  |
| 2003年 | 2,015            | 1,041            |      | [ 統計 4 ]  |
| 2004年 | 1,952            | 1,006            |      | [ 統計 5 ]  |
| 2005年 | 1,978            | 1,020            |      | [ 統計 6 ]  |
| 2006年 | 2,003            | 1,023            |      | [ 統計 7 ]  |
| 2007年 | 1,958            | 996              |      | [ 統計 8 ]  |
| 2008年 | 1,924            | 971              |      | [ 統計 9 ]  |
| 2009年 | 1,803            | 907              |      | [ 統計 10 ] |
| 2010年 | 1,763            | 882              |      | [ 統計 11 ] |
| 2011年 | 1,698            | 848              |      | [ 統計 12 ] |
| 2012年 | 1,640            | 816              | 70位 | [ 統計 13 ] |
| 2013年 | 1,653            | 818              | 70位 | [ 統計 14 ] |
| 2014年 | 1,593            | 786              | 70位 | [ 統計 15 ] |
| 2015年 | 1,546            | 765              | 71位 | [ 統計 16 ] |
| 2016年 | 1,567            | 786              | 70位 | [ 統計 17 ] |
| 2017年 | 1,532            | 769              | 70位 | [ 統計 18 ] |
| 2018年 | 1,544            | 781              | 69位 | [ 統計 19 ] |
| 2019年 | 1,539            | 785              | 71位 | [ 統計 20 ] |

## 伽羅橋の由来

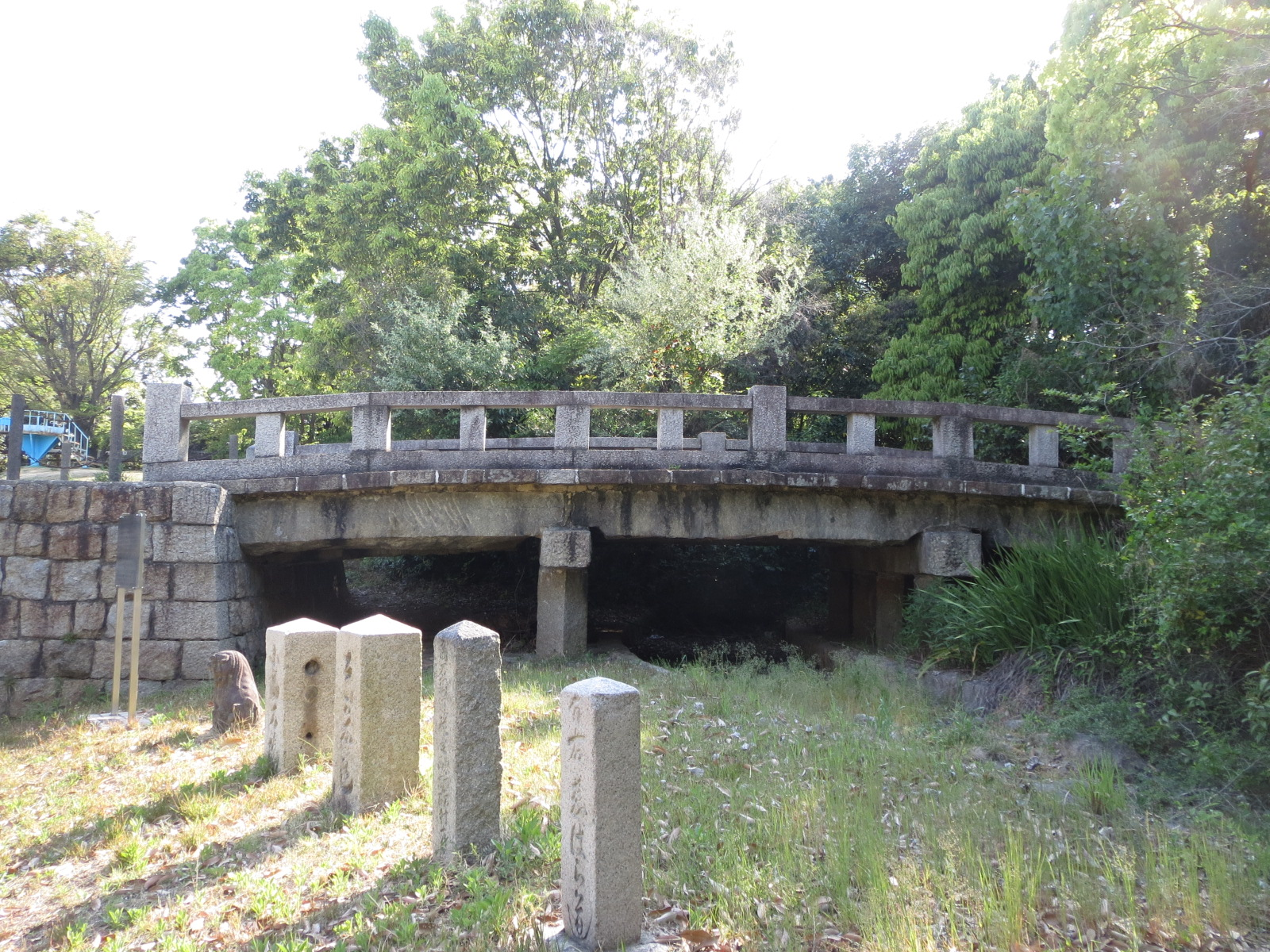
高砂公園内にある伽羅橋

室町時代、南朝の後村上天皇に所縁を持つ大雄寺の門前、芦田川に架けられた紀州街道の木橋で、材木に香木の沈香 (伽羅) を使用していたという由来が伝わる。「泉州志」という書物に「昔、この橋板沈香なり、ある人これを売って千貫の銭を得た。ゆえに千貫橋という」と記されている。1865年 (慶応元年) に大鳥郡今在家村（現高石市羽衣）・吉次郎が発起人となり石橋が架け替えられた。長さ11.1m、幅4.5m、勾欄・床板・主桁から橋脚まで、花崗岩の方形切り石を組み、緩いアーチを描く桁橋。3連桁の間には、各1列、30cm角の松材が用いられた。取り付き部は石垣とする。1988年 (昭和63年) に芦田川の改修工事に伴い、臨海部にある高砂公園に移設。2008年 (平成20年) 4月18日、登録有形文化財となった。

## 駅周辺

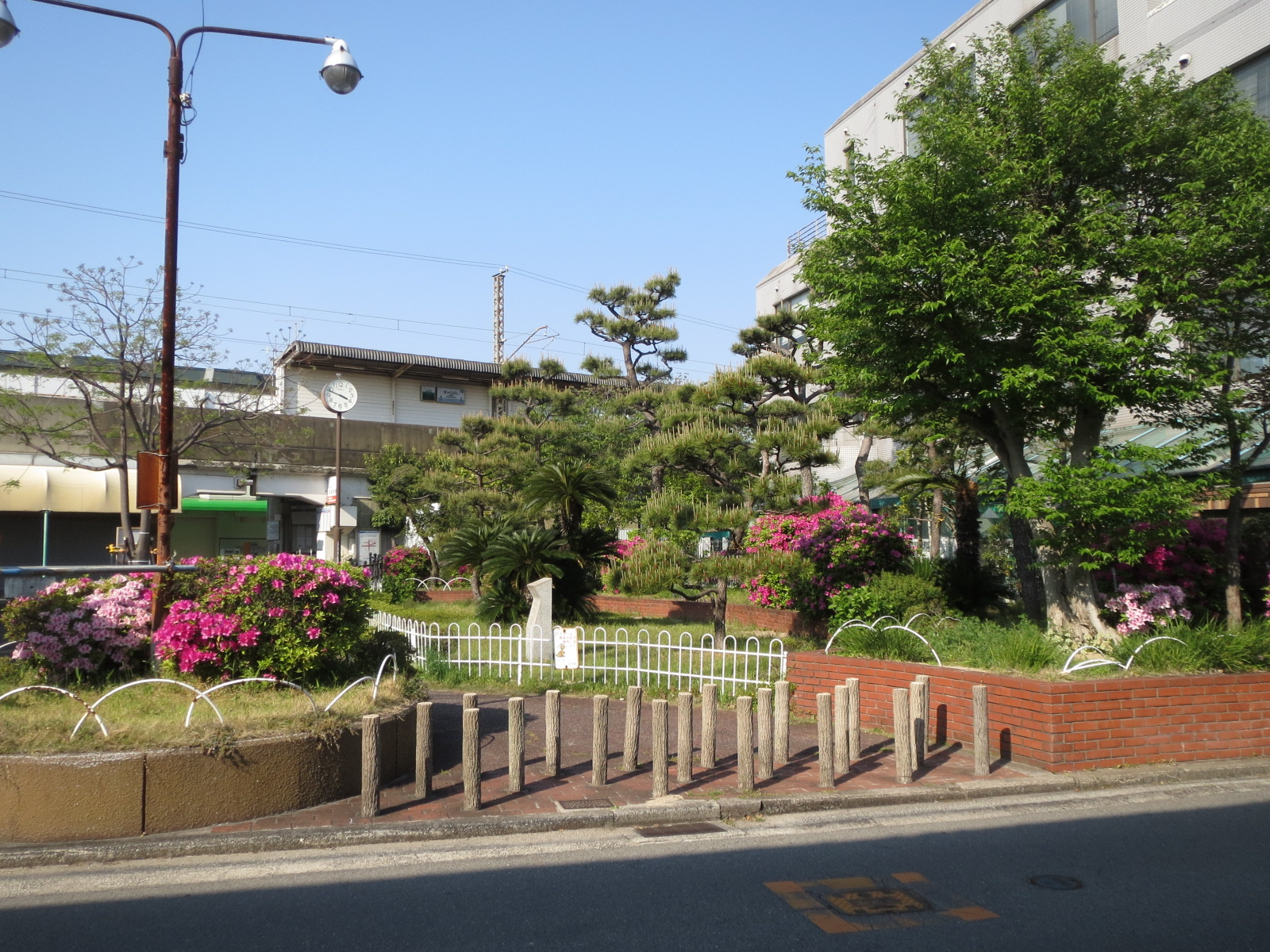
伽羅橋公園

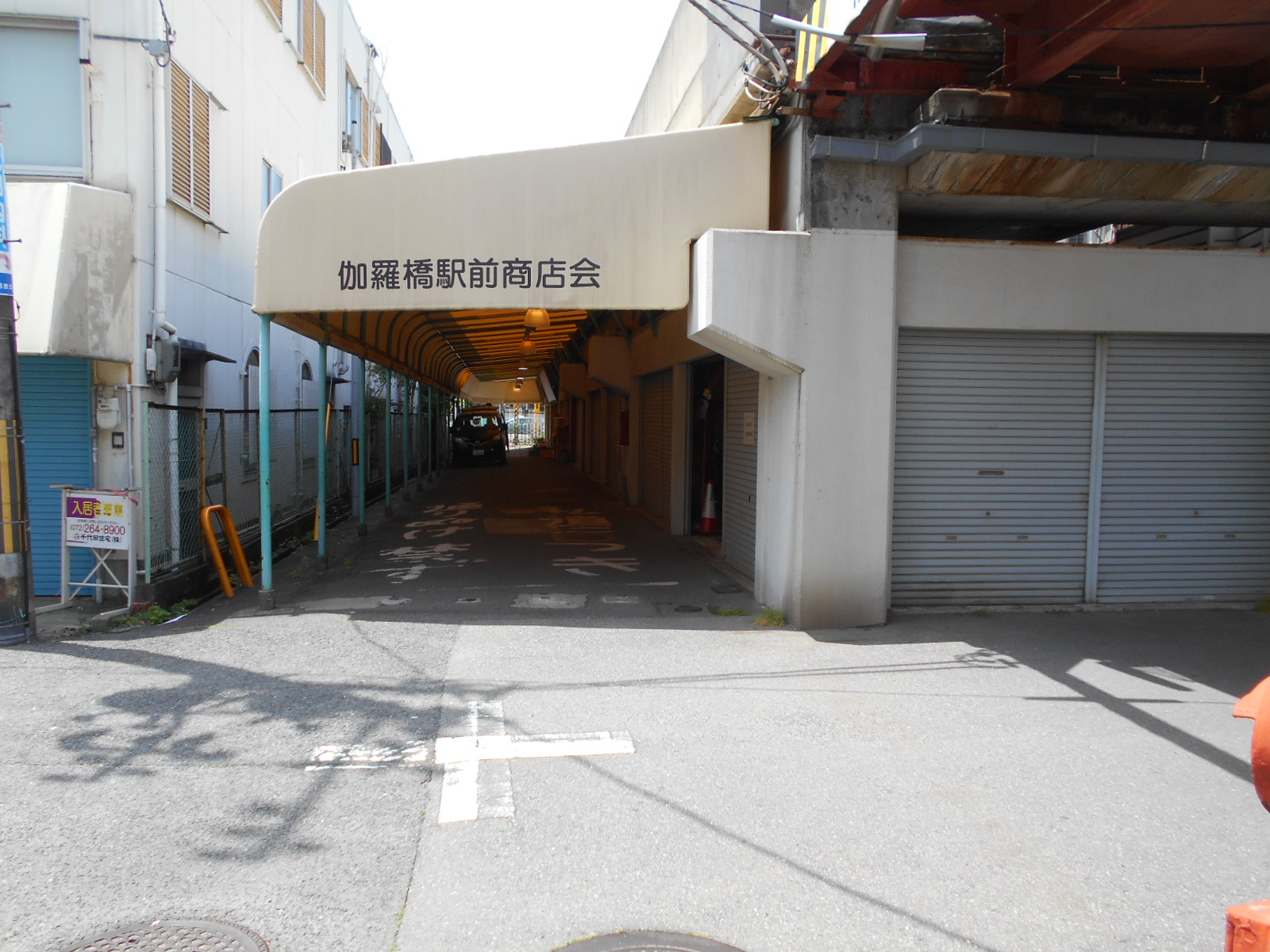
伽羅橋駅前商店会

駅前の伽羅橋公園はツツジ、サツキ、センダンの大木がシンボルとなっており、大阪みどりの百選に選定されていたが、高師浜線高架工事に伴い2020年4月13日から事業終了まで仮駐輪場となっており、樹木は伐採されている。駅周辺は大正期に高級住宅地として開発され、伽羅橋駅の南東には洋風住宅十数棟や噴水公園などが盛り込まれた「キヤラバシ園」が開かれた。
- 銀装羽衣工場
- 浜寺公園
- 大阪国際ユースホステル
- 大鳥羽衣浜神社
- 高石神社

### 赤木宗成家住宅

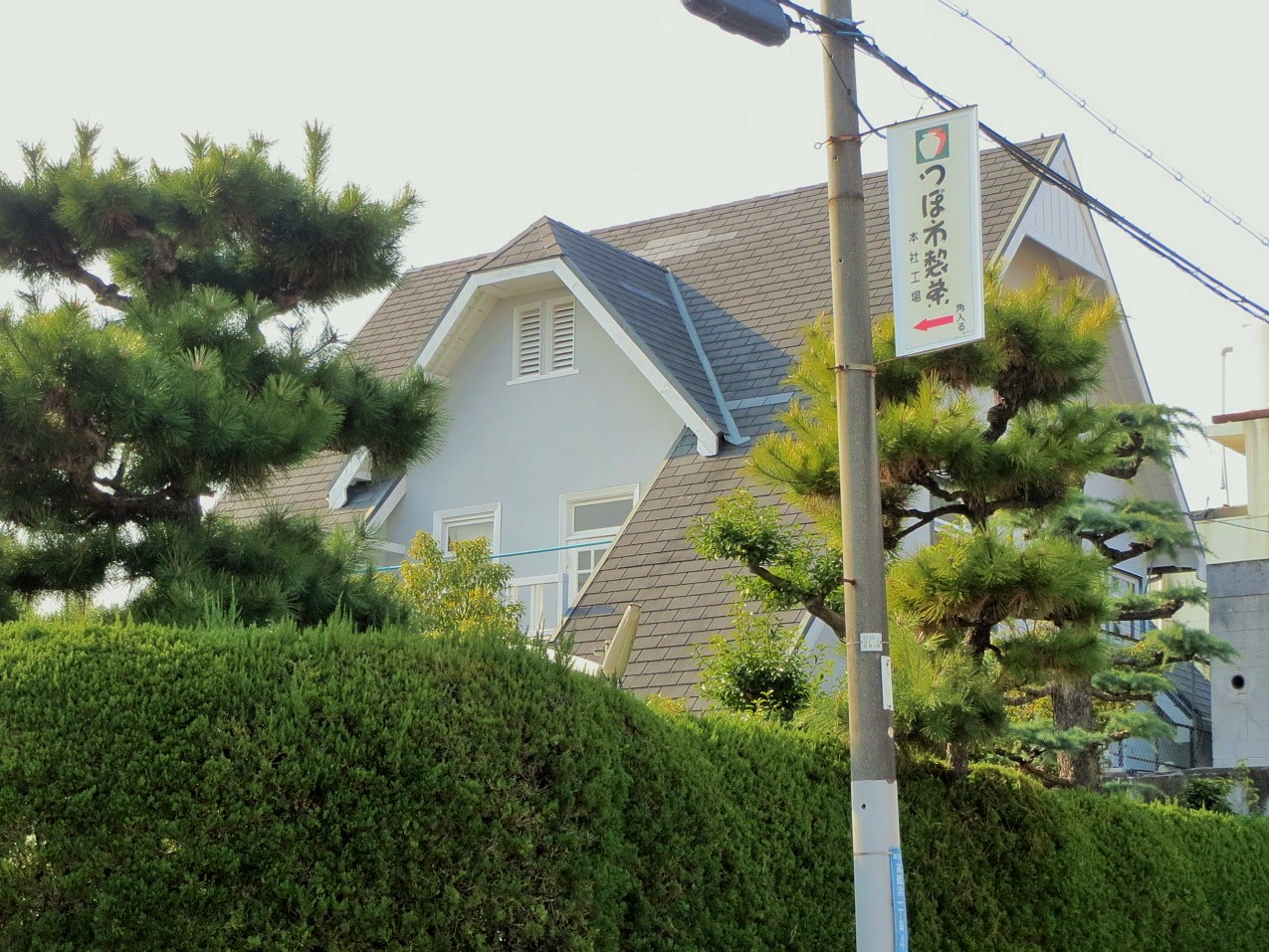
赤木宗成家住宅洋館

銀装羽衣工場の南東にあった赤木宗成家住宅は「キヤラバシ園」の邸宅の一つで、2000年4月28日に以下の2点が有形文化財に登録されたが、解体により、2023年2月27日に抹消された。
- 洋館 - 大正時代建築、木造2階建、銅板葺、建築面積100m2、山川逸郎の設計と考えられる。急勾配の切妻造の大屋根を正面玄関まで葺き下ろし、正面にＴ字型の棟を延ばして玄関上部の二階壁面を立ち上げる。外壁は一階を下見板張、二階をスタッコ塗とし、洋館でありながら居間を配す。アメリカコテージスタイルの影響を受ける。
- 和館 - 大正時代建築、木造2階建、銅板葺、建築面積67m2。欄間等の細部まで意を尽くした和風建築で、屋根は入母屋造、桟瓦葺で周囲の庇は銅板葺。隣接する洋館とともに、山川逸郎が設計。

## 隣の駅
南海電気鉄道
 高師浜線
羽衣駅 (NK16) - 伽羅橋駅 (NK16-1) - 高師浜駅 (NK16-2)
- 括弧内は駅番号を示す。

#### 本文中の出典
1. ↑  “南海 駅ナンバリング 導入”. 鉄道コム (2012年2月27日). 2023年2月13日時点のオリジナルよりアーカイブ。2023年2月13日閲覧。
2. ↑  “南海電鉄全駅に「駅ナンバリング」を導入します”.   南海電鉄. 2021年10月28日時点のオリジナルよりアーカイブ。2023年2月13日閲覧。
3. ↑  『南海本線・高師浜線（高石市）連続立体交差事業 令和3年5月22日（土曜日）始発列車から上り線（難波方面）を高架化へ 高師浜線は高架化工事のためバス代行輸送を実施します』（PDF）（プレスリリース）大阪府／高石市／南海電気鉄道、2021年3月18日。オリジナルの2021年3月18日時点におけるアーカイブ。2021年3月18日閲覧。
4. ↑  “3年の眠りについた「南海本線・高師浜線」 1.5キロの路線なのに「キャラ」が濃い!?”. まいどなニュース (2021年5月22日). 2021年11月24日閲覧。
5. ↑  “南海・高師浜線、全1.5kmが3年間運休 高架化工事”. 朝日新聞デジタル. (2021年5月23日).  オリジナルの2021年5月23日時点におけるアーカイブ。 2021年11月24日閲覧。
6. 1 2  “高架化で3年運休ナゼ? 南海高師浜線 異例づくめのバス代行 地域変える可能性も”. 乗りものニュース (2021年6月4日). 2021年11月24日閲覧。
7. 1 2  大阪府; 高石市; 南海電鉄『南海本線・高師浜線（高石市）連続立体交差事業 高師浜線が4月6日（土）始発から全線高架化・運行再開』（PDF）（プレスリリース）2024年2月15日。オリジナルの2024年2月15日時点におけるアーカイブ。2024年2月15日閲覧。
8. ↑  『高師浜線 鉄道代行バスの運行内容・利用方法のご案内（バス時刻表掲載版）』（PDF）（プレスリリース）南海電気鉄道。2021年5月22日閲覧。
9. ↑  2021年10月16日からは混雑平準化のために朝夕ラッシュ時の運行間隔が変更され、平日の朝ラッシュ時に設定されていた伽羅橋（北）停留所始発の区間便が高師浜停留所始発に延長となった。
10. ↑  “2021年10月16日（土） 高師浜線代行バス ダイヤ改正　朝夕通勤通学時間帯の運行間隔の見直しなどを実施します”.   南海電気鉄道 (2021年9月16日). 2021年10月21日閲覧。
11. ↑  “伽羅橋”.   大阪あちこち. 2021年2月7日閲覧。
12. ↑  “伽羅橋”.   大阪文化財ナビ. 2021年2月7日閲覧。
13. ↑  “「大阪みどりの百選」”.   大阪府. 2021年2月7日閲覧。
14. ↑  “「たかいしを歩く－史跡ガイドマップ－」”.   高石市教育委員会. 2024年10月16日閲覧。
15. ↑  “「解体等による登録抹消」”.   文化庁. 2024年10月16日閲覧。

#### 利用状況の出典
1. ↑  大阪府統計年鑑（平成13年） (PDF)
2. ↑  大阪府統計年鑑（平成14年） (PDF)
3. ↑  大阪府統計年鑑（平成15年） (PDF)
4. ↑  大阪府統計年鑑（平成16年） (PDF)
5. ↑  大阪府統計年鑑（平成17年） (PDF)
6. ↑  大阪府統計年鑑（平成18年） (PDF)
7. ↑  大阪府統計年鑑（平成19年） (PDF)
8. ↑  大阪府統計年鑑（平成20年） (PDF)
9. ↑  大阪府統計年鑑（平成21年） (PDF)
10. ↑  大阪府統計年鑑（平成22年） (PDF)
11. ↑  大阪府統計年鑑（平成23年） (PDF)
12. ↑  大阪府統計年鑑（平成24年） (PDF)
13. ↑  大阪府統計年鑑（平成25年） (PDF)
14. ↑  大阪府統計年鑑（平成26年） (PDF)
15. ↑  大阪府統計年鑑（平成27年） (PDF)
16. ↑  大阪府統計年鑑（平成28年） (PDF)
17. ↑  大阪府統計年鑑（平成29年） (PDF)
18. ↑  大阪府統計年鑑（平成30年） (PDF)
19. ↑  大阪府統計年鑑（令和元年） (PDF)
20. ↑  大阪府統計年鑑（令和2年） (PDF)